# KRTC
KRTC는 건물 및 토목엔지니어링 서비스업종의 주식회사였다. 1965년, 한국철도기술공사(韓國鐵道技術公社)가 대한민국 철도청 산하 재단법인으로 출발하였으나 철도청 공사화 과정에서 2004년 주식회사로 전환되어 민영화되었고, 2009년 KRTC로 상호를 변경하였다.

## 연혁
- 1965년 1월 19일 재단법인 한국철도기술공사 설립
- 1965년 1월 27일 재단법인 한국철도기술공사 설립 인가 (교통부)
- 1971년 12월 29일 철도청으로 법인체 감독사무 이관
- 1974년 6월 13일 한국기술용역협회 등록 (과학기술처)
- 1984년 5월 1일 궤도용품(레일, 침목) 검정기관 지정 (철도청)
- 1989년 2월 21일 측량업 등록 (서울지방국토관리청)
- 1993년 6월 24일 엔지니어링활동주체 신고 (한국엔지니어링진흥협회)
- 1997년 11월 4일 국가공인 시험기관 인정 (국립기술품질원)
- 1998년 9월 28일 종합감리업 등록 (건설부)
- 2000년 5월 1일 부설연구소 설립
- 2001년 11월 9일 해외건설업 신고 (건설교통부)
- 2004년 10월 1일 (주)한국철도기술공사
- 2009년 8월 21일 주식회사 KRTC로 상호 변경

## 사건·사고 및 논란

### 한국철도기술공사 주식회사 전환 중 배임
2006년 3월 국회에서 "한국철도기술공사 임직원이 국고귀속 재산을 편취하고 재단법인 시절 비영리 목적으로 얻은 자산을 신규법인에 탈법적으로 승계했다"라며 감사원에 감사를 청구하였다.
2006년 10월 23일 감사원에 따르면 한국철도기술공사는 재단법인에서 주식회사로 전환하는 과정에서 국고 귀속시켜야 할 차입자금을 신규법인 지배권 획득에 유용한 혐의를 들어 철도청 국장 출신의 김대영 대표이사를 비롯한 이사진 7명 전원을 검찰에 고발하였다. 이들은 2004년 철도청 민영화에 따른 자구책 차원에서 주식회사로의 전환을 추진하면서 6월24일과 9월7일 각각 17억원과 26억원을 차입한 뒤 대출금과 자체자금을 활용, 두 차례에 걸쳐 15억8천만원과 33억9천600만원 등 총 49억7천600만원을 특별상여금 명분으로 임직원끼리 나눠가졌다. 이 과정에서 한 차례는 이사회 의결과 철도청 승인 절차를 아예 누락했고, 철도청의 차입승인을 받은 경우에도 그 목적을 운영자금 보전 목적 등으로 속인 것으로 드러났으며 2004년 9월 주식회사로 법인을 전환한 뒤 주식회사 자본금 40억원 가운데 17억원은 이미 지급한 특별상여금에서 충당했다. 주식회사 지분은 특별상여금을 포함, 임직원 갹출을 통해 김모 대표이사 등 기존 이사 7명이 50%로 지배권을 갖고 있고 나머지 50%는 임직원 소유로 이뤄져 있다. 주식회사의 2006년 현재 회사 가치는 700억∼800억원 대로 추산된다.
2011년 9월 13일 대법원 2부(주심 전수안 대법관)는 한국철도기술공사가 재단법인에서 주식회사로 전환되는 과정에서 은행 대출금 및 회삿돈으로 임직원 436명에게 약 37억원을 특별상여금으로 지급하여 회사에 손해를 끼친 혐의(특정경제범죄가중처벌법상 배임)로 기소된 신종서 회장(77), 대표이사 김대영(51), 고문 장현모(62) 등 임원 3명에게 징역 1년 6개월 집행유예 2년의 유죄를 선고했다. 재판부는 “신종서 등은 은행 대출을 받아 급여규정에도 근거가 없는 특별상여금을 임원들에게 지급하고,공사 소유 부동산 가액을 감정평가액보다 저가로 산정하는 등 공사에 손해를 끼쳤다”며 배임 혐의를 유죄로 인정했다.

## 같이 보기
- 한국철도건설협회
- 한국철도운전기술협회
- 한국철도협회
- 한국철도시설협회
- 한국철도물류협회
- 한국철도신호기술협회